# Porteirinha (ort)
Porteirinha är en ort i Brasilien.   Den ligger i kommunen Porteirinha och delstaten Minas Gerais, i den östra delen av landet, 500 km öster om huvudstaden Brasília. Porteirinha ligger 570 meter över havet och antalet invånare är 14 144.
Terrängen runt Porteirinha är kuperad västerut, men österut är den platt. Det finns inga andra samhällen i närheten.
Omgivningarna runt Porteirinha är huvudsakligen savann. Runt Porteirinha är det ganska tätbefolkat, med 80 invånare per kvadratkilometer.